# Sistema Nacional de Cuidados en México
Sistema Nacional de Cuidados en México se refiere a las políticas públicas encaminadas a otorgar derechos sociales a las personas que requieren y brindan cuidados. En México se reconoció el 'derecho al cuidado' en marzo de 2024, en la Ley General de Desarrollo Social. Sin embargo también existen iniciativas para crear una Ley General del Sistema Nacional de Cuidados.

## Diagnóstico
Cualquier sociedad necesita un sistema que reconozca la importancia de los cuidados así como a las personas cuidadoras que proveen estos. Muchas personas cuidadoras no tienen seguridad social ni ninguna protección laboral. Por otro lado, el cuidado se convierte en un problema de género, pues son las mujeres quienes proveen de cuidados.

### Antecedentes
En el año 2020 el gobierno federal inició el Programa Nacional para la Igualdad entre Mujeres y Hombres (Proigualdad), siendo uno de sus objetivos el “generar las condiciones para reconocer, reducir y redistribuir los trabajos domésticos y de cuidados de las personas entre las familias, el Estado, la comunidad y el sector privado”.
En 2021, el Instituto Nacional de las Mujeres y el Instituto Nacional para el Federalismo y Desarrollo Municipal desarrollaron un diálogo para hablar del Sistema Nacional de Cuidados. En estos diálogos se habló de la desigualdad entre mujeres y hombres con respecto del trabajo de cuidados remunerado y no remunerado.
En 2023, ONU Mujeres y El Colegio de México realizaron un estudio de Mapa de Cuidados de México (MACU), encontrando 90 mil espacios de cuidado, tanto público como privado, en todo el territorio mexicano, desde estancias infantiles, escuelas, centros de día, etc. En este estudio se calculó que se requiere el 1.6% del PIB para crear un Sistema Nacional de Cuidados para infantes menos de 6 años; pero esto tendría un retorno del 1.77% del PIB, generando además un crecimiento de 4% de la tasa de empleo femenino, o hasta el 12%, como señala un estudio de la Organización Internacional del Trabajo.
En su propuesta como plan sexenal, titulado 100 pasos para la Transformación, Claudia Sheinbaum planteó en 2024 la construcción de un Sistema Nacional de Cuidados, para lograr un bienestar social equitativo para las mujeres y personas cuidadoras, particularmente de quienes no cuentan con derechos laborales. Para justificar este plan, señaló que las mujeres destinana el 67% de su tiempo a la semana para el trabajo en el hogar sin ninguna remuneración.

### Encuesta Nacional para el Sistema de Cuidados
El Instituto Nacional de Estadística y Geografía (INEGI) realiza una Encuesta Nacional para el Sistema de Cuidados (ENASIC). Como antecedente, el INEGI medía las actividades del cuidado en las encuestas sobre el uso del tiempo, pero en 2022 realizó una encuesta separada, para medir las diferencias de tiempo de cuidados que realizan hombres y mujeres en México.
Entre los resultados de la encuesta, destacan que en México, el 77.8% de los hogares tienen a personas susceptibles de recibir cuidados. Asimismo, 45.2% de las personas son susceptibles de recibir cuidados frente a 54.8% que no lo son.
|                                         | Hogares |
| --------------------------------------- | ------- |
| Personas con discapacidad o dependencia | 4.9     |
| Personas de 0 a 5 años                  | 8.4     |
| Personas de 6 a 17 años                 | 15.8    |
| Personas de 60 años y más               | 12.4    |

Sobre las personas cuidadoras por sexo, en México en 2022, la encuesta refleja que el 75.1% de las personas cuidadoras son mujeres y el 24,9% son hombres (ver gráfico).
De la misma forma, dentro del hogar, las personas mayores de 15 años que brindan cuidados, el 86.9% son mujeres, y sólo el 13.1% son hombres. En promedio, las mujeres dedican 38.9 horas semanales a los cuidados, frente al 30.6 horas que los hombres dedican.
|                                         | Mujeres | Hombres |
| --------------------------------------- | ------- | ------- |
| Personas con discapacidad o dependencia | 80.3    | 19.7    |
| Personas de 0 a 5 años                  | 96      | 4       |
| Personas de 6 a 17 años                 | 90.3    | 9.7     |
| Personas de 60 años y más               | 67.3    | 32.7    |

## Marco legal
El Sistema Nacional de Cuidados en México está enmarcado en la Ley General de Desarrollo Social (LGDS). El artículo 5.º de la ley establece una definición y reconocimiento del trabajo de cuidados, como: “las actividades que aseguran la reproducción de la vida, lo que implica el cuidado de los cuerpos, la educación y formación de las personas, el sostenimiento de vínculos sociales, el apoyo psicológico, el acompañamiento emocional a los miembros de las familias y el mantenimiento de los espacios y bienes domésticos”.